# Barberena
Barberena – miasto w Gwatemali, w departamencie Santa Rosa. W 2006 roku miasto zamieszkiwało 36 tys. mieszkańców. Przemysł spożywczy, włókienniczy.